# Pagėgiai
Pagėgiai (en alemán: Pogegen) es una ciudad de Lituania, capital del municipio homónimo en la provincia de Tauragė. Dentro del municipio, es la capital de la seniūnija homónima.
En 2011, la ciudad tenía una población de 1941 habitantes.
Se conoce la existencia del pueblo desde 1281, cuando se menciona en documentos del Estado monástico de los Caballeros Teutónicos. En 1454, Casimiro IV Jagellón lo anexionó al territorio polaco-lituano a petición de la Confederación Prusiana. Tras la guerra de los Trece Años (1454-1466), pasó a ser un feudo de la Orden Teutónica subordinado a la Corona polaco-lituana. En las Particiones de Polonia de finales del siglo XVIII, pasó a formar parte del reino de Prusia, pero durante la mayor parte del siglo XIX mantuvo una mayoría étnica lituana. A partir de 1875 se desarrolló como un poblado ferroviario de la línea de Memel a Tilsit. Tras integrarse en el Territorio de Memel en 1920, adoptó estatus de ciudad en 1923. Desde el año 2000 es capital municipal.
Se ubica unos 20 km al suroeste de la capital provincial Tauragė, sobre la carretera 141 que une Klaipėda con Kaunas recorriendo la orilla derecha del río Neman.